# Palermo-Mafia-Gipfel
Der sogenannte Palermo-Mafia-Gipfel bezeichnet die viertägige Zusammenkunft hochrangiger Mafiosi der sizilianischen Cosa Nostra und US-amerikanischen La Cosa Nostra, welche zwischen dem 10. und dem 16. Oktober 1957 im Grand Hotel Et Des Palmes und dem Restaurant Spano in Palermo (Sizilien) stattgefunden haben soll. Das FBI geht davon aus, dass das Treffen durch das Oberhaupt der Bonanno-Familie aus New York City, Joseph Bonanno organisiert wurde.
Nach anderen Quellen hatten allerdings „Lucky“ Luciano, Genco Russo, Tommaso Buscetta, die Brüder La Barbera und Salvatore „Cichiteddu“ Greco eingeladen.

## Teilnehmer

### Teilnehmer der US-amerikanischen Mafia
Joseph Bonanno, Carmine Galante, Giovanni Bonventre, Francesco Garofalo, Lucky Luciano, Santo Sorge (eventuell Steve Maggadino aus Buffalo und Giovanni „Papa John“ Priziola aus Detroit)

### Teilnehmer der sizilianischen Mafia
Salvatore „Ciaschiteddu“ Greco, Salvatore „The Engineer“ Greco, Giuseppe Genco Russo, Angelo La Barbera, Gaetano Badalamenti, Calcedonio Di Pisa, Tommaso Buscetta

## Absprachen
Es sollen Absprachen getroffen worden sein, um den größten Drogenhandel mit Heroin aufzuziehen, den es bis dahin gegeben hatte. Bis zu dieser Zeit – obwohl die sizilianische Mafia in den 1950er und 1960er Jahren immer bis zu einem gewissen Grad am Heroingeschäft beteiligt war – hatte sie aber stets eher eine sekundäre Rolle auf dem Welt-Drogenmarkt gespielt. Auch laut den sogenannten Valachi-Hearings im Jahr 1963 war Sizilien nicht mehr als eine Zwischenstation, der von den in Frankreich produzierten Heroin-Lieferungen, welche in die USA verschifft wurden. Noch bis in die 1970er Jahre wurden sizilianischen Mafiosi im Oligopol auf dem Heroinmarkt großteils gemieden, da sie im Vergleich zu anderen europäischen kriminellen Gruppierungen wie zum Beispiel korsischer Gruppen aus Marseille bzw. der "French Connection", nicht wettbewerbsfähig waren.
Als Ergebnis jedenfalls wurde den Sizilianern gestattet, ihre Drogen – gegen Zahlung einer Abgabe – in den USA selbst vertreiben zu dürfen. Den amerikanischen Mafiosi war der Drogenhandel von ihren Paten in den Jahren zuvor streng verboten worden, um allzu viel Aufmerksamkeit von Seiten der Strafbehörden zu vermeiden. Allerdings hielten sich Vito Genovese, Carmine Galante und andere nicht an diese Vereinbarung, da der Drogenhandel riesige Gewinnspannen ermöglichte. Nach dem Treffen in Palermo von 1957 begannen die Sizilianer die Infrastruktur für den ihnen überlassenen Drogenhandel mit Heroin aufzubauen. Was daraus resultierte, wurde später als sogenannte Pizza Connection bezeichnet. Sizilien wurde zunehmend zum zentralen Umschlagsplatz des aus dem Nahen und Mittleren Osten gelieferten Heroins. Besonders in den 1970er und 1980er Jahren entwickelte sich die Pizza Connection zu einem hochprofitablen Geschäft, bei dem die gut organisierte sizilianische Cosa Nostra jedes Jahr mehrere hundert Millionen Dollar verdiente.
Zudem wurde nun auch ebenfalls wie in den USA eine „Kommission“ auf Sizilien gebildet, welche aus zwölf Mitgliedern bestand und als "Kuppel" (cupola) bezeichnet wurde. Deren ersten Vorsitz (primus inter pares) übernahm Salvatore „Ciaschiteddu“ Greco und nicht einer der von Luciano favorisierten Brüder Angelo oder Salvatore La Barbera.

## Keine konkreten Beweise
Bis heute gibt es für diese Tagungen jedoch keine konkreten Beweise aus erster Hand, sondern eher Gegendarstellungen von zum Beispiel dem Pentito Tommaso Buscetta, der leugnet, dass dieser Gipfel als solcher jemals stattgefunden haben soll. Laut Buscetta, hatte Joe Bonanno mehrere Tage im Grand Hotel Et Des Palmes genächtigt und die ganze Zeit über mehrere Gäste empfangen. Bonanno selbst erwähnte in seinen Memoiren zwar auch diese Reise nach Palermo, sagte aber nichts über ein Gipfeltreffen.
Ebenso behauptete Buscetta, dass es zwar eine Versammlung am Abend des 12. Oktober 1957 in einem privaten Zimmer des Restaurants Spano gegeben hätte, in welchem aber für Bonanno als Ehrengast lediglich von seinem alten Freund Lucky Luciano eine Feier gegeben wurde. Unter den Gästen befanden sich neben Joe Bonanno, dessen Underboss Carmine Galante, Angelo und Salvatore La Barbera, Salvatore „Ciaschiteddu“ Greco, Gaetano Badalamenti, Gioacchino Pennino, Cesare Manzella, Rosario Mancino, Filippo und Vincenzo Rimi und Tommaso Buscetta selbst. An diesem Abend soll Bonanno lediglich erfolgreich vorgeschlagen haben, eine sizilianische Mafia-Kommission nach dem Vorbild der Kommission von der amerikanischen Mafia zu gründen, welche dort bereits 1931 ins Leben gerufen wurde. Buscetta bezeichnete die Kommission außerdem als Instrument, um „die Streitigkeiten zwischen den Mitgliedern der verschiedenen Familien und ihren jeweiligen Capi abzublocken; erst später wurde ihre Funktion bis hin zur Regelung der Tätigkeiten aller in einer Provinz vorhandenen Familien ausgeweitet“.
Die italienische Polizei hingegen hätte wohl Lucianos Teilnahme an verschiedenen Sitzungen beobachtet. Allerdings wurden die Berichte in den Aktenschränken Palermos begraben. Eine Kopie soll zwar dem FBI in Washington geschickt worden sein, doch erst acht Jahre später wurde der Bericht verwendet, um die Teilnehmer und einige ihrer Partner in Palermo anzuklagen.

## Prozess gegen die Teilnehmer
Im August 1965 klagte die Staatsanwaltschaft Palermos 17 Mitglieder und assoziierte der sizilianischen und der amerikanischen Mafia an. Unter anderem wurde die Bildung einer Kriminellen Vereinigung vorgeworfen, welche bei dem sogenannten Palermo-Mafia-Gipfel ins Leben gerufen worden sein soll.
Unter den angeklagten befanden sich Bonanno, Bonventre, Galante, Sorge, Magaddino, John Priziola (Detroit), Raffaele Quasarano (Detroit), Frank Paulo Coppola und Joe Adonis. Das Gericht von Palermo wies die Klage aber im Juni 1968 wegen Mangel an Beweisen zurück.

## Adaptionen
- Im Film Lucky Luciano aus dem Jahr 1973 wird verfilmt, wie sich Mafiosi von der sizilianischen und amerikanischen Cosa Nostra im Grand Hotel Et Des Palmes trafen, um Absprachen über den Rauschgifthandel von Europa bis nach Amerika zu treffen.